# Chenti-irti
Chenti-irti  (vollständigere Form Mechenti-irti) ist eine altägyptische Falkengottheit von Chem oder Letopolis, der Hauptstadt des 2. unterägyptischen Gaues. Hier wurde er ursprünglich als Chenti-chem verehrt. Chenti-irti war unter anderem Heilgott für die Blinden und Augenkranken, konnte jedoch auch selbst Blindheit senden.

## Name
Zur Bedeutung seines Namens liegen unterschiedliche Meinungen vor. Richard H. Wilkinson zufolge könnte der Name Chenti-irti „Scharfäugiger“ bedeuten.

## Ikonografie
Die Darstellung des Chenti-irti ist sehr stark von seiner Bedeutung in der ägyptischen Mythologie beeinflusst. So ist ein besonderes Merkmal dieses Gottes, dass ihn manche Darstellungen auch ohne Gesicht zeigen. Auch die in der Volksreligion in späterer Zeit erfolgte Darstellung als Spitzmaus beziehungsweise Mensch mit dem Kopf einer Spitzmaus nimmt hierauf Bezug, da die Spitzmaus unterirdisch lebt und blind geboren wird. Eine weitere Variante aus dieser Zeit ist die Darstellung als Ichneumon.

## Mythologie
Die verschiedenen Sagen um die Augen, die sogenannte Augensage (Mondauge und Sonnenauge), sind in der ägyptischen Mythologie ein zentraler Punkt, in den viele Gottheiten eingebunden sind. In einer dieser Sagen ist es Chenti-irti – und nicht Horus – der seine beiden Augen verliert und wieder erhält. Dadurch erklärt sich nicht nur seine Darstellung als Augenloser oder als Spitzmaus, sondern auch als Ichneumon, das oberirdisch lebt und große Augen besitzt.

## Kult und Bedeutung
Über die Kulte um Chenti-irti ist wenig bekannt. Allerdings zeugen Bronzen, Mumien und Särge des Ichneumons und der Spitzmaus an vielen Orten in Ägypten von der Verehrung dieses Gottes.
Er ist seit den Pyramidentexten (Pyr. 2078) belegt. Zur Zeit des Alten Reiches wurde Chenti-irti in Letopolis (Ausim) mit Haroeris gleichgesetzt, wodurch er in Qus und Kom Ombo verehrt wurde. Andererseits galt er auch als Sohn von Re, der Göttin Nut, des Osiris oder des Ptah. Chenti-irti war der Hauptgott von Letopolis und Athribis.
Chenti-irti war jedoch nicht nur Heilgott. Anfänglich war er Gott der blinden Harfner und Sänger und wurde später zum Gott aller Musikanten. Im Jenseits war dieser Gott Beschützer der Toten und trat zudem als Richter auf.